# 1670
1670 هي سنة بسيطة بدأت يوم الأربعاء حسب التقويم اليولياني >

## الأحداث
- تأسيس مدينة كاب هايتيان وتقع حاليا في هايتي.

## مواليد
- تورلو أوكارولان
- فرحان أبو زيد

## وفيات
- جون آموس كومينيوس